# 헬스라이프헤럴드
헬스라이프헤럴드(영어: Healthlife Herald)는 2024년 2월 21일 창간한 건강뉴스 전문 인터넷 언론사이다.

## 상세
일간으로 건강과 질병 관련 정보를 기사 형태로 제공하고 있으며, 부가적으로 엔터테인먼트 기사도 함께 발행한다. 기사 형식 자체는 코메디닷컴과 유사하게 여러가지 쉬운 정보성 기사를 함께 발행하고 있다.

## 같이 보기
- 언론기관